# Kenema Town Field
Kenema Town Field – to stadion piłkarski w mieście Kenema w Sierra Leone. Swoje mecze rozgrywa na nim drużyna piłkarska Kamboi Eagles. Stadion może pomieścić 2 000 widzów.